# Осек-Великий (Куявсько-Поморське воєводство)
Осек-Великий (пол. Osiek Wielki) — село в Польщі, у гміні Роєво Іновроцлавського повіту Куявсько-Поморського воєводства.
Населення — 175 осіб (2011).
У 1975-1998 роках село належало до Бидгощського воєводства.

## Демографія
Демографічна структура станом на 31 березня 2011 року:
|          | Загалом | Допрацездатний вік | Працездатний вік | Постпрацездатний вік |
| -------- | ------- | ------------------ | ---------------- | -------------------- |
| Чоловіки | 85      | 20                 | 57               | 8                    |
| Жінки    | 90      | 20                 | 54               | 16                   |
| Разом    | 175     | 40                 | 111              | 24                   |